# Vipera. Nessuna resurrezione per il commissario Ricciardi
Vipera. Nessuna resurrezione per il commissario Ricciardi è un romanzo giallo del 2012, sesto volume della serie Le indagini del commissario Ricciardi dello scrittore Maurizio de Giovanni.

## Trama
Vipera, la prostituta più bella di Napoli attrazione del bordello "Paradiso", è stata uccisa. Le sensazioni che il commissario Ricciardi prova di fronte al cadavere sono come sempre inutili ai fini dell'indagine; il "frustino" a cui Vipera ha pensato negli ultimi istanti della sua vita potrebbe indicare due possibili piste investigative. Intanto le opinioni antifasciste del dottor Modo, come sempre gli era stato preannunciato arrivano a metterlo nei guai.

## Edizioni
- Maurizio de Giovanni, Vipera. Nessuna resurrezione per il commissario Ricciardi, Einaudi, 2012, ISBN 978-88-06-20343-6.